# موتور غلام قادر بادبا
موتور غلام قادر بادبا (بالإنجليزية: Mowtowr-e Gholam Qaderbadpa)‏ هي منطقة سكنية تقع في سيستان وبلوتشستان في إيران. يقدر عدد سكانها بـ 50 نسمة .